# Фонтаны Бенрата
В Бенрате (Дюссельдорф, Северный Рейн-Вестфалия, Германия) действует около десяти различных фонтанов, рассредоточенных в трёх районах.

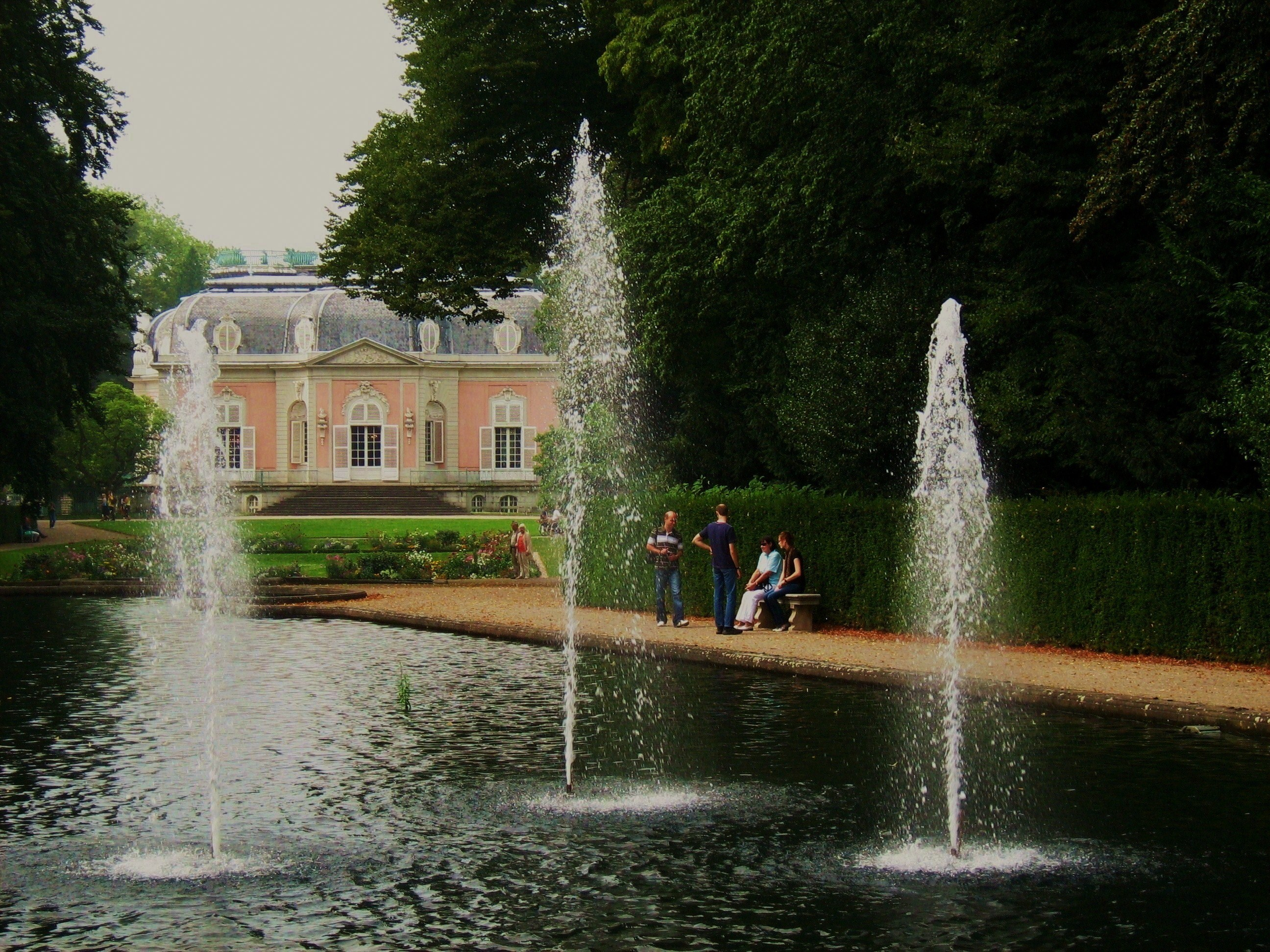
Группа фонтанов у дворца Бенрат

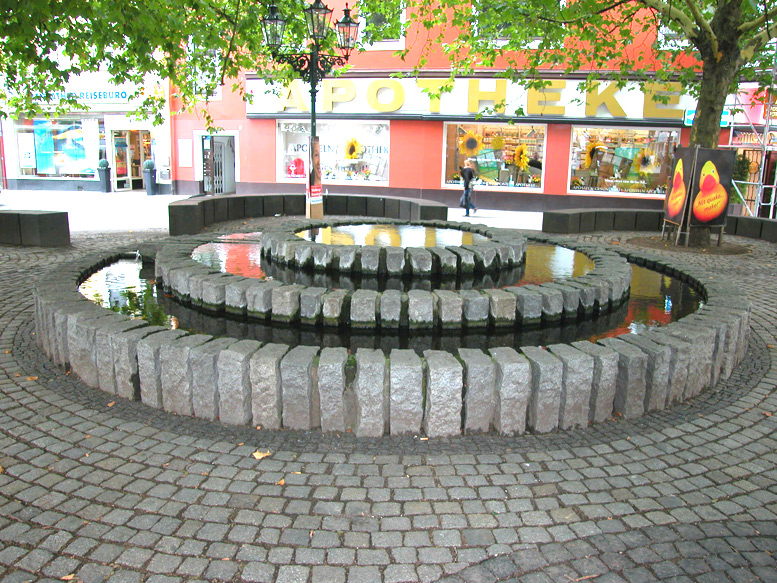
Фонтан "Колодец" в центре Бенрата

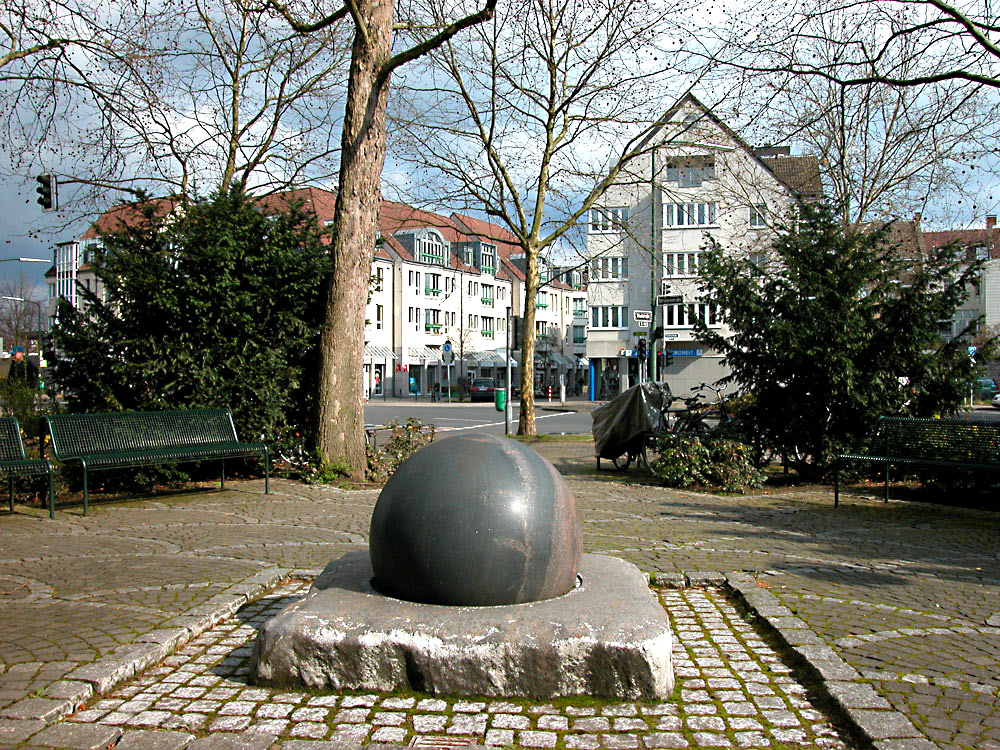
Фонтан "Плавающий шар" у отделения полиции Бенрата

## Фонтан "Плавающий шар"
В Бенрате  существует только один фонтан подобного типа. Он расположен непосредственно перед зданием местного отделения полиции (Polizeiwache Süd) на пересечении улиц Бёрхем и Западной. Финансирование объекта осуществила арендная организация Boss, а непосредственное изготовление и размещение - фирма Roll.
Плавающий шар представляет собой гранитный шар диаметром 75 см. Его вес - 1,6 тонны. Функционирует в летний сезон с мая по октябрь.

## Фонтан "Колодец"
Расположен на стыке торговой площади и Главной улицы (Hauptstraße) Бенрата на месте сломанных домов. Фонтан спроектирован художником Беатой Зассен (Beate Sassen) и архитектором Гельмутом Роде (Helmut Rhode). Строительные работы произведены в 1981 году. Основной строительный материал - гранитные блоки.
Всего на фонтан израсходовано 206 каменных блоков, поставленных вертикально и образующих как бы три поднимающихся друг над другом подпорные концентрические стенки, нак самом верхнем из которых находится небольшой источник воды в виде колодца с глубиной всего 20 сантиметров, что делает его безопасным для детских игр. Вода самопроизвольно небольшими струйками спускается к нижней оградительной стене и здесь уходит в сливную канализацию.  Кроме того, чуть дальше этого центрального ядра, вокруг фонтана расположено несколько блоков, составленных из каменных кубов, между которыми 1-3 ступени позволяют отдыхающим подходить к фонтану со всех сторон. Здесь же находится группа декоративных платанов и  искусно оформленные из металла газовые фонари.
Фонтан был возведён на месте сломанных домов №№ 16 и 18 Главной улицы. Фонтан работает в летний сезон.

## Фонтаны у дворца Бенрат
Главный фонтан дворцового комплекса расположен непосредственно посреди пруда перед фасадом дворца. Это классический фонтан, несколько струй которого поднимается на высоту 10 метров над поверхностью искусственного озера. Устроен в XIX веке.
Ещё одна группа фонтанов расположена в искусственных водоёмах с восточной стороны дворца, в саду жены курфюрста. Из здесь шесть. Они также классические, но у каждого фонтана своя высота подъёма струи, от 1 до 5 метров. Фонтаны расположены посреди водной поверхности группы каскадов, истекающих от реки Иттер. Фонтаны включаются в тёплый период года, со второй половины апреля до конца октября.